# Бини, Бино
Бино Бини (итал. Bino Bini, 23 января 1900 — 5 апреля 1974) — итальянский фехтовальщик-саблист, олимпийский чемпион, призёр чемпионата мира.

## Биография
Родился в 1900 году в Ливорно. В 1924 году на Олимпийских играх в Париже внёс свой вклад в победу итальянской команды, однако в личном первенстве итальянская команда была дисквалифицирована после того, как Оресте Пулити оскорбил венгерского судью. В 1926 году завоевал бронзовую медаль Международного первенства по фехтованию в Будапеште (в 1937 году это первенство было задним числом признано чемпионатом мира). В 1928 году завоевал серебряную и бронзовую медали на Олимпийских играх в Амстердаме.